# Шнаево (станция)
Шна́ево — железнодорожная станция Куйбышевской железной дороги на линии Пенза — Сызрань (линия электрифицирована), расположена в Городищенском районе Пензенской области, в 35 км от районного центра Городище. Через станцию осуществляются пригородные перевозки пассажиров на Пензу и Кузнецк. На станции останавливается 2 пары электропоездов Кузнецк — Пенза.

## История
Открыта как станция Сызрано — Вяземской железной дороги в 1891 году. Электрифицирована в 1964 году постоянным током 3 кВ.

## Деятельность
- Продажа билетов на все пассажирские поезда. Приём и выдача багажа не производятся[4].

## Происшествия
29 декабря 1941 года в 3 часа 10 минут на перегоне станции Шнаево — Канаевка произошла авария: 19 хвостовых вагонов, часть из которых содержали снаряды, оторвались от основного состава. Произошло столкновение со вслед идущим поездом. В результате аварии 30 человек погибли, 5 человек были ранены.